# MAUL (дробовик)
Multi-shot Accessory Underbarrel Launcher, или MAUL, представляет собой боевой дробовик, разработанный базировавщейся в Брисбене компанией Metal Storm.

## Дизайн
MAUL — дробовик, основанный на электронной технологии наложенного заряда, разработанной компанией Metal Storm. В этой концепции несколько снарядов, в данном случае 12 калибра, заряжаются нос к хвосту в одном стволе оружия с наполненным порохом между ними. Каждый снаряд воспламеняется последовательно с помощью капсюля с электрическим воспламенением: электрический заряд обеспечивается аккумуляторной батареей. Оружие стреляет один раз за нажатие на спусковой крючок: хотя на самом деле это полуавтоматический режим, строго говоря, это не так, поскольку энергия выстрела не используется для автоматизации какой-либо части рабочего цикла оружия. Разработанный для использования либо как отдельное оружие, либо как подствольный модуль к штурмовой винтовки, такой как M4 или M16, с помощью планки Пикатинни, он также может использоваться в автономной конфигурации с добавлением пистолетной рукоятки и складного приклада. Центральный модуль выполнен из углеродного волокна, а стволы — из стали. Полученное оружие весит менее 800 граммов (1,8 фунтов)
Он был предназначен для стрельбы различными зарядами; картечью, пулевыми, и несколькими видами менее смертоносных зарядов, включая резиновые пули, электрошоковые снаряды и химические и маркерные боеприпасы. Заряды должны были размещаться в собственных стволах для боеприпасов, при этом оператор может переключать стволы для изменения типа боеприпасов.
Metal Storm сообщила о первой стрельбе из MAUL с плеча во время испытаний 24 апреля 2009 года на своем испытательном полигоне в Шантильи, штат Вирджиния.